# Louis Denfeld
Louis Emil Denfeld (Westborough, 13 aprile 1891 – Westborough, 18 marzo 1972) è stato un ammiraglio statunitense.
Si arruolò nella marina statunitense nel 1912 e dopo la prima guerra mondiale comandò vari cacciatorpediniere. Ricoprì alcuni incarichi burocratici e di aiutante di campo fino alla nomina a capitano di fregata nel 1933, dopo la quale divenne membro dello stato maggiore del Capo delle Operazioni Navali, che lo aiutò nella carriera. Osservatore navale speciale a Londra nel 1940-1941, fu riassegnato al comando dell'Ufficio del Personale Navale preposto all'arruolamento e addestramento degli equipaggi e del personale navale; come viceammiraglio ebbe inoltre, negli ultimi mesi della seconda guerra mondiale, il comando di una squadra di navi da battaglia che diresse nel corso della battaglia di Okinawa.
Dopo la guerra e grazie all'influente appoggio dell'ammiraglio Leahy, nel 1947 fu promosso prima al comando della Pacific Fleet e poi Capo dell'Ufficio delle Operazioni Navali. In tale veste egli si adoperò al massimo per impedire che, all'alba dell'era atomica, la marina venisse relegata a un ruolo ausiliario dell'aviazione strategica e fu acceso difensore dell'indipendenza dell'aeronautica navale: fu il principale promotore del varo della superportaerei USS United States. Le divergenze di vedute tra gli alti comandi provocarono una crisi interna al Dipartimento della Difesa, risoltasi verso la fine del 1949 a favore dell'aviazione. Denfeld, screditato, dovette rassegnare le dimissioni e nel marzo 1950 si ritirò dal servizio attivo. Come civile lavorò in una società petrolchimica fino al 1971. Morì nel marzo 1972.

## Biografia

### Primi anni di servizio
Louis Emil Denfeld nacque il 13 aprile 1891 a Westborough, nella contea di Worcester dello Stato del Massachusetts, dal procuratore Louis Denfeld e da sua moglie Etta May Kelly. Nel 1908 ottenne il diploma alla Duluth High School nel Minnesota, venendo poi ammesso lo stesso anno alla United States Naval Academy: nel 1912 ne uscì con il grado di ensign, tipico delle marine anglosassoni e appena superiore a guardiamarina; fu quindi imbarcato sull'incrociatore corazzato USS West Virginia, sulla nave da battaglia USS Arkansas e su un cacciatorpediniere. Durante la prima guerra mondiale rivestì il ruolo di ufficiale in seconda a bordo del cacciatorpediniere USS Ammen, che era stato messo di stanza a Queenstown in Irlanda; nel 1918 fu nominato pro tempore al grado di capitano di corvetta.

### Il ventennio postbellico

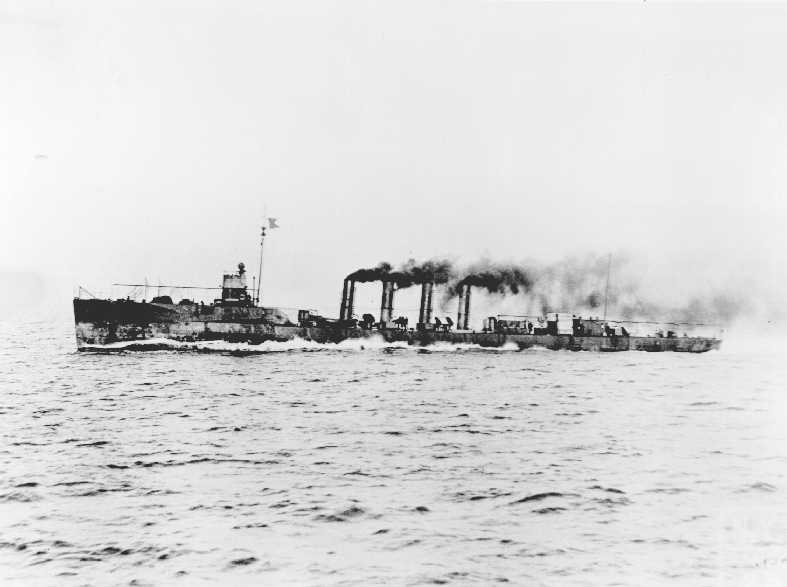
Il cacciatorpedniere McCall, la prima nave comandata da Denfeld

Dopo la fine della guerra nel novembre 1918, Denfeld tornò negli Stati Uniti e assunse il comando del cacciatorpediniere USS McCall; trasferito quindi a Boston fu per vari anni ispettore della divisione navale della marina statunitense incaricata della difesa della regione del New England. Attese inoltre a un ciclo di servizi e incarichi aggiuntivi, comandando alcuni cacciatorpediniere; tra il 1923 e il 1924 fu anche comandante di un sommergibile. Dal 1924 al 1926 lavorò presso la divisione addetta a monitorare i movimenti della marina, dipendente dall'Ufficio del Capo delle Operazioni Navali. Nel 1929 fu riassegnato a Washington per ricoprire l'incarico di aiutante del Capo della Navigazione; scelto in seguito come segretario dell'ammiraglio Richard Leigh (comandante in capo della marina), nel 1933 fu promosso a capitano di fregata. Nel 1937 entrò a far parte dello stato maggiore dell'influente viceammiraglio William Leahy, Capo delle Operazioni Navali che s'interessò personalmente alla carriera di Denfeld: questi fu avanzato al grado di capitano di vascello nel 1939 e l'anno successivo assunse il comando della 1ª Squadriglia cacciatorpediniere.

### La seconda guerra mondiale
Con la seconda guerra mondiale già in corso, Denfeld venne distaccato a Londra quale osservatore navale speciale, rimanendovi fino all'aprile 1941: richiamato in patria, divenne capo di stato maggiore della Atlantic Fleet, il comando sulla costa orientale della marina statunitense. In tale veste concepì una nuova tattica incentrata su una Task Force per proteggere dagli U-Boote i convogli che dovevano attraversare l'Oceano Atlantico alla volta del Regno Unito, che gli Stati Uniti (ancora fuori dalla seconda guerra mondiale) sostenevano dal marzo 1941 grazie alla legge "affitti e prestiti": la sua opera fu tanto apprezzata che gli valse la Legion of Merit.
A seguito dell'attacco di Pearl Harbor il 7 dicembre 1941, lanciato dall'Impero giapponese e che provocò l'entrata in guerra degli Stati Uniti contro le potenze dell'Asse, Denfeld visse una carriera che gli dette reputazione di grande efficienza: promosso a viceammiraglio nell'aprile 1942, fu investito della carica di vice Capo dell'Ufficio Navigazione, presto ridenominato Ufficio del Personale Navale: poté così coordinare il reclutamento e l'addestramento dei milioni di marinai che servirono nella marina durante il secondo conflitto mondiale e negli anni successivi. All'inizio della primavera 1945 fu trasferito al fronte del Pacifico per capitanare la 9ª Divisione navi da battaglia composta dalle corazzate USS New Jersey, USS Missouri e USS Wisconsin, dirigendone le operazioni di bombardamento contro l'isola fortificata di Okinawa per tutta la durata della feroce battaglia. Poco prima della fine della guerra condusse un cannoneggiamento delle coste giapponesi.

### La fine della carriera nel dopoguerra
Tornato a Washington dopo la fine ufficiale delle ostilità suggellata il 2 settembre 1945, Denfeld fu posto a capo dell'Ufficio del Personale; diresse quindi la smobilitazione postbellica con l'abituale competenza e capacità. Entro il 1947 ottenne poi la promozione al grado di ammiraglio e fu nominato comandante in capo della Pacific Fleet, il comando sulla costa occidentale della marina statunitense. Verso la fine dell'anno l'ammiraglio Chester Nimitz rassegnò le proprie dimissioni da Capo delle Operazioni Navali e Denfeld, complice anche l'appoggio dell'ammiraglio Leahy (membro all'epoca dello stato maggiore congiunto), fu scelto quale suo sostituto, scavalcando i probabili candidati viceammiragli William Blandy e Arthur Radford: divenne l'undicesimo ufficiale a rivestire tale carica e la tenne dal 15 dicembre 1947 al 2 novembre 1949.
In veste di Capo delle Operazioni Navali e affiancato dal Segretario alla Marina John Sullivan, si adoperò strenuamente perché nel contesto della guerra fredda contro l'Unione Sovietica la marina non fosse posta in secondo piano a favore dell'aviazione, creata come arma a sé (USAF) nel settembre 1947 e dotata dei primi aerei a reazione capaci di sganciare ordigni atomici. I due uomini si opposero del pari all'integrazione del Corpo dei Marine nell'Esercito, una delle misure previste dal piano di ristrutturazione delle forze armate nel nuovo Dipartimento della Difesa. Per vincere le resistenze a mantenere una vasta marina e preservare l'aviazione navale, Denfeld si fece principale portavoce per il varo della superportaerei USS United States in grado di lanciare velivoli a reazione, ottenendo inoltre che l'aeronautica indipendente non potesse essere l'unica forza militare statunitense dotata dei mezzi per impiegare armi atomiche.

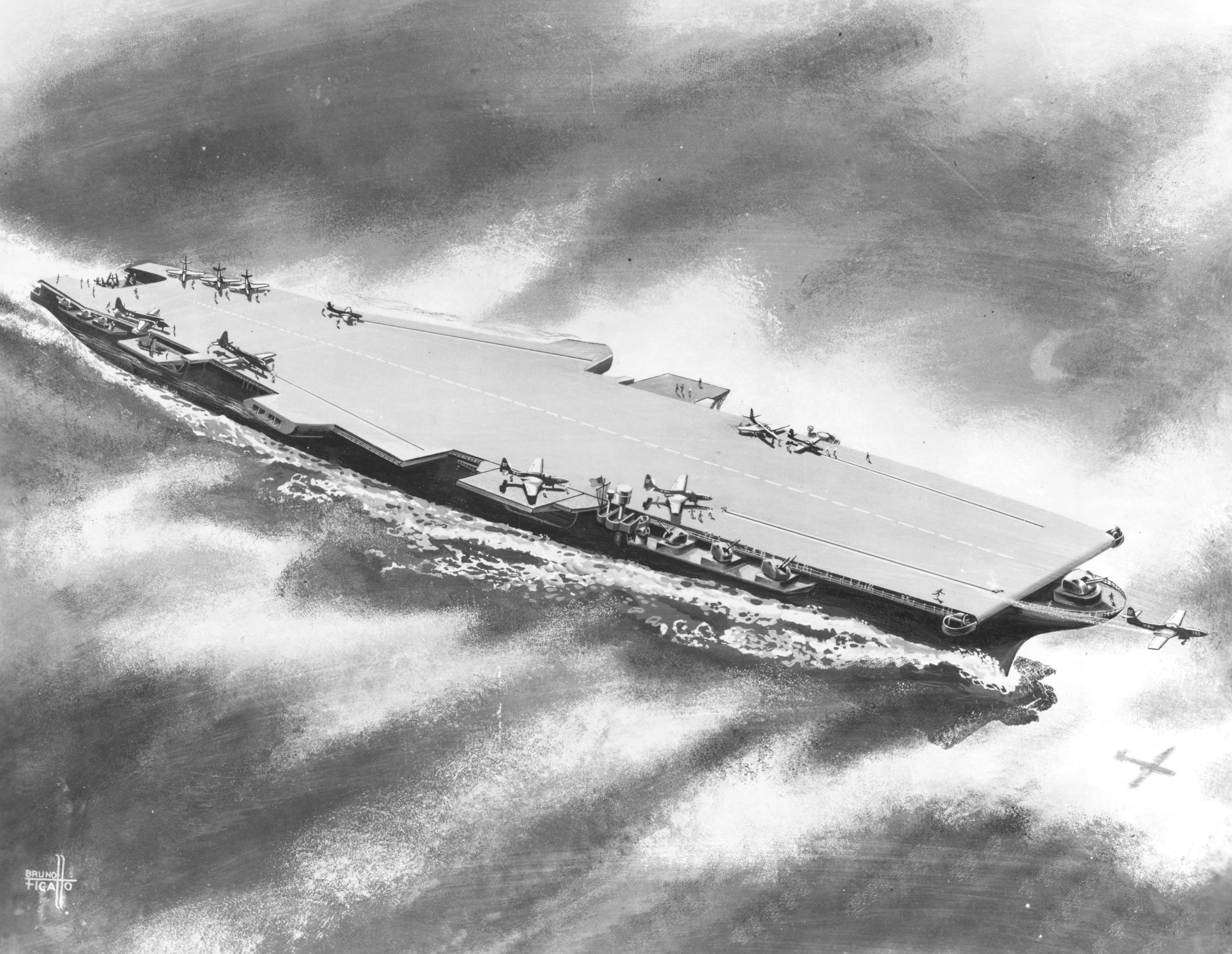
Un disegno artistico rappresentante la superportaerei United States, la nave voluta da Denfeld

Nel 1948, nonostante le feroci opposizioni da parte degli ufficiali dell'aviazione, le proposte di Sullivan e Denfeld furono accettate dal presidente Harry Truman e dal Congresso, che stanziarono fondi per la costruzione della grande nave; tuttavia Denfeld dovette rassegnarsi a ordinare lo smantellamento di altre tredici unità in cantiere per non aggravare troppo il bilancio delle spese. Nel 1949, quando la chiglia era già stata impostata, si svolsero le vicende del ponte aereo per Berlino che sfociarono nella nascita della NATO, l'alleanza militare tra gli Stati Uniti e diverse nazioni dell'Europa: grazie a tale trattato l'aeronautica poteva sfruttare le basi e le strutture del continente vicine ai possibili obiettivi oltre la cortina di ferro. I comandi dell'USAF criticarono quindi il varo di portaerei e l'esistenza di un'aviazione di marina indipendente, sostenuti con veemenza dal nuovo Segretario alla Difesa Louis A. Johnson che s'impegnò per far demolire lo scafo della United States: le tensioni interne all'apparato militare portarono alla cosiddetta "rivolta degli ammiragli" (Denfeld compreso) che attaccarono a loro volta lo sviluppo del bombardiere strategico Convair B-36 sostenuto dal segretario Johnson e dai vertici dell'aeronautica. Nel corso di tale crisi, Denfeld dovette viaggiare in Europa per definire alcune questioni inerenti alla NATO e alla sua autorevole voce non fu presente nel corso della fase più intensa dei dibattimenti presso lo United States House Committee on Armed Service, che si concluse con la decisione di interrompere l'allestimento della superportaerei. Denfeld fu inoltre messo in una situazione delicata dalla stampa, che aveva saputo del suo avallo ufficioso a una nota compilata da un subordinato, nella quale si dichiarava che il morale della marina era al suo minimo dal 1916; il presidente Truman, che aveva già deliberato di mantenerlo a capo dell'Ufficio Operazioni per altri due anni, appoggiò in ultimo il segretario Johnson che chiedeva insistentemente la rimozione dell'ammiraglio: Denfeld dovette rassegnare le proprie dimissioni il 28 ottobre 1949. Il 2 novembre fu rimpiazzato alla carica di Capo delle Operazioni Navali dall'ammiraglio Forrest Sherman.

### Ultimi anni e morte
Appena sollevato dall'incarico, Denfeld fu contattato dal segretario Johnson che gli offrì come contentino un ruolo navale di prestigio nel teatro europeo: egli preferì rifiutare e nel marzo del 1950 si ritirò dal servizio attivo. Alcuni mesi dopo, con lo scoppio della guerra di Corea, si evidenziò l'importanza di una moderna aviazione navale nel contesto di una guerra limitata tra grandi potenze atomiche, dando quindi ragione alle considerazioni dell'ex-ammiraglio. Tornato alla vita civile, fino al 1971 lavorò per la società petrolifera Sunoco in qualità di consulente fiscale.
Louis Emil Denfeld morì all'età di 80 anni il 18 marzo 1972 a casa propria a Westborough, nella contea di Worcester (Massachusetts). Fu sepolto nel cimitero nazionale di Arlington in Virginia: la sua tomba è la numero 433 della sezione 30.

## Vita familiare
Denfeld sposò nel giugno 1915 Rachel Metcalf, ma la coppia non ebbe figli.